# Joodse begraafplaats (Elburg)
De Joodse begraafplaats van Elburg in Gelderland is gelegen op de Oosterwal van het stadje, aan de NAP route, op de plaats die vroeger 'de Wandelingen' werd genoemd.
Hoewel de oudste grafzerk dateert uit 1768 hebben er vrijwel zeker al veel eerder ter aarde bestellingen plaatsgevonden. Er zijn aanwijzingen dat aanleg dateert uit de eerste decennia van de 18e eeuw. Tot 1843 stond er een hoge heg om de begraafplaats maar in dat jaar werd er voor 498 gulden een ringmuur omheen gemetseld. In 1904 is die muur vervangen door de huidige muur.
Rond 1940 bestond de Joodse gemeenschap van Elburg uit enkele tientallen mensen. Ongeveer de helft daarvan wist in de Tweede Wereldoorlog onder te duiken. De anderen zijn in Duitse kampen omgekomen. Een plaquette is ter nagedachtenis aan hen aangebracht op de muur van de begraafplaats. In 2002 is de dodenakker opgeknapt door de Stichting Boete en Verzoening uit Lelystad, met hulp van vrijwilligers uit Elburg. De gemeente Elburg draagt zorg voor het reguliere onderhoud.
Sinds 1855 beschikte men in Elburg over een synagoge. Deze kreeg na 1945 een culturele bestemming en herbergt sinds 2008 onder de naam 'Sjoel Elburg' een museum over 12 Joodse families die vanaf 1700 in de stad hebben gewoond.

## Fotogalerij

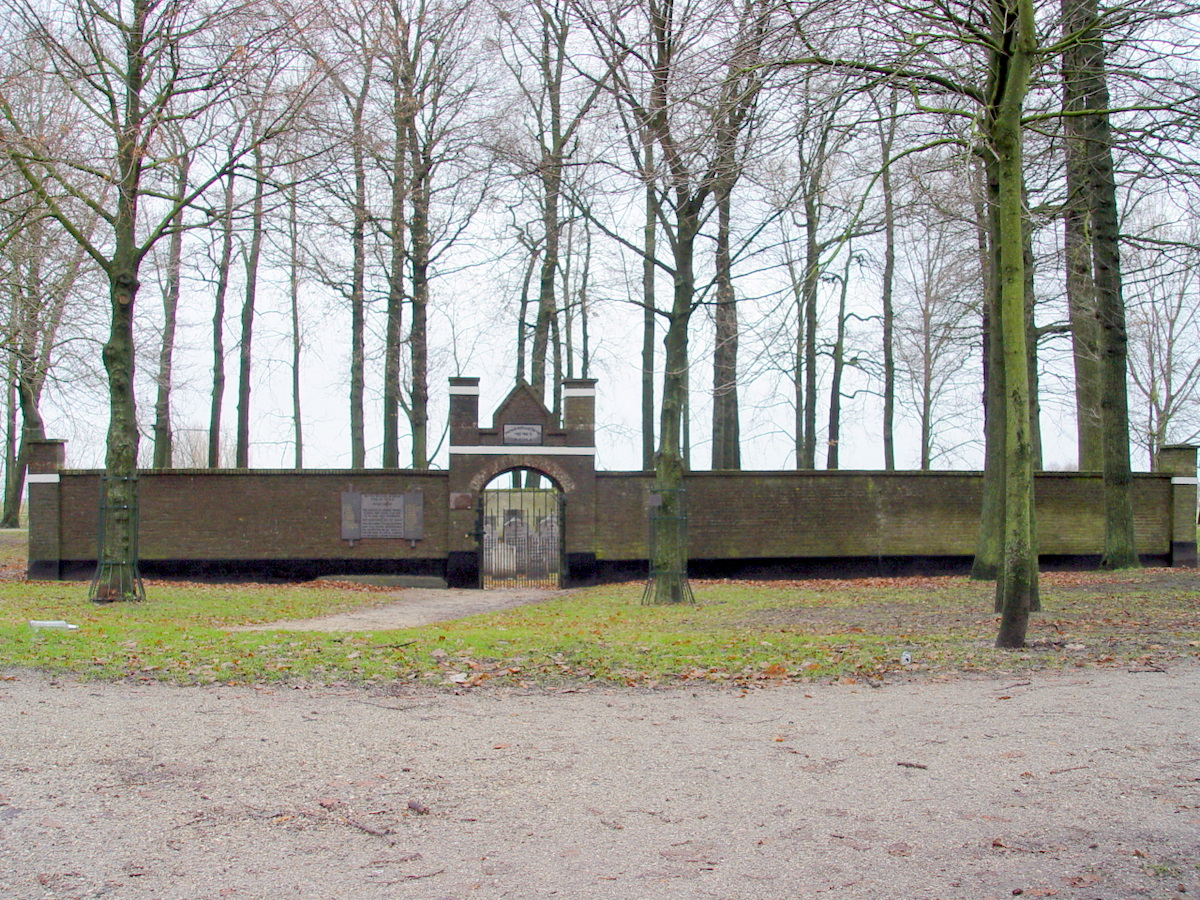
Toegang
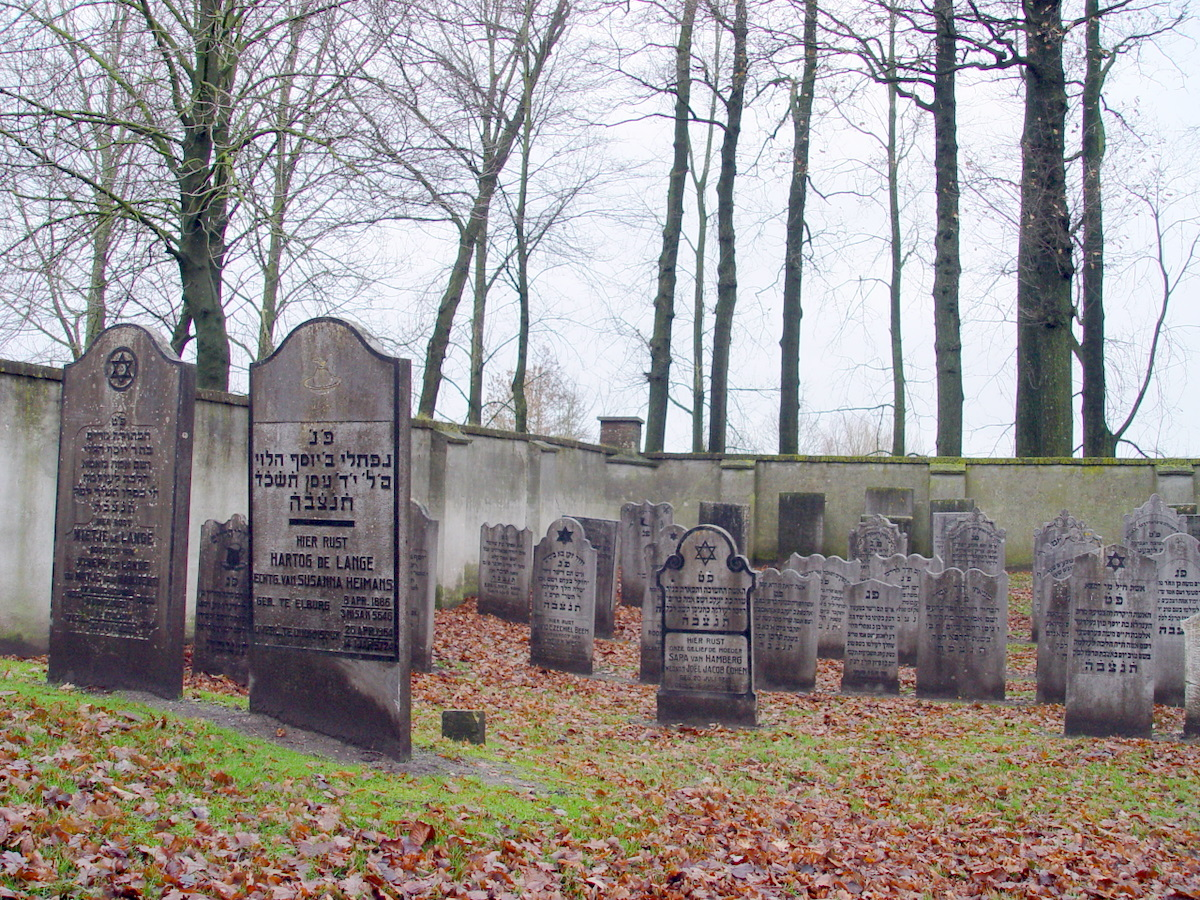
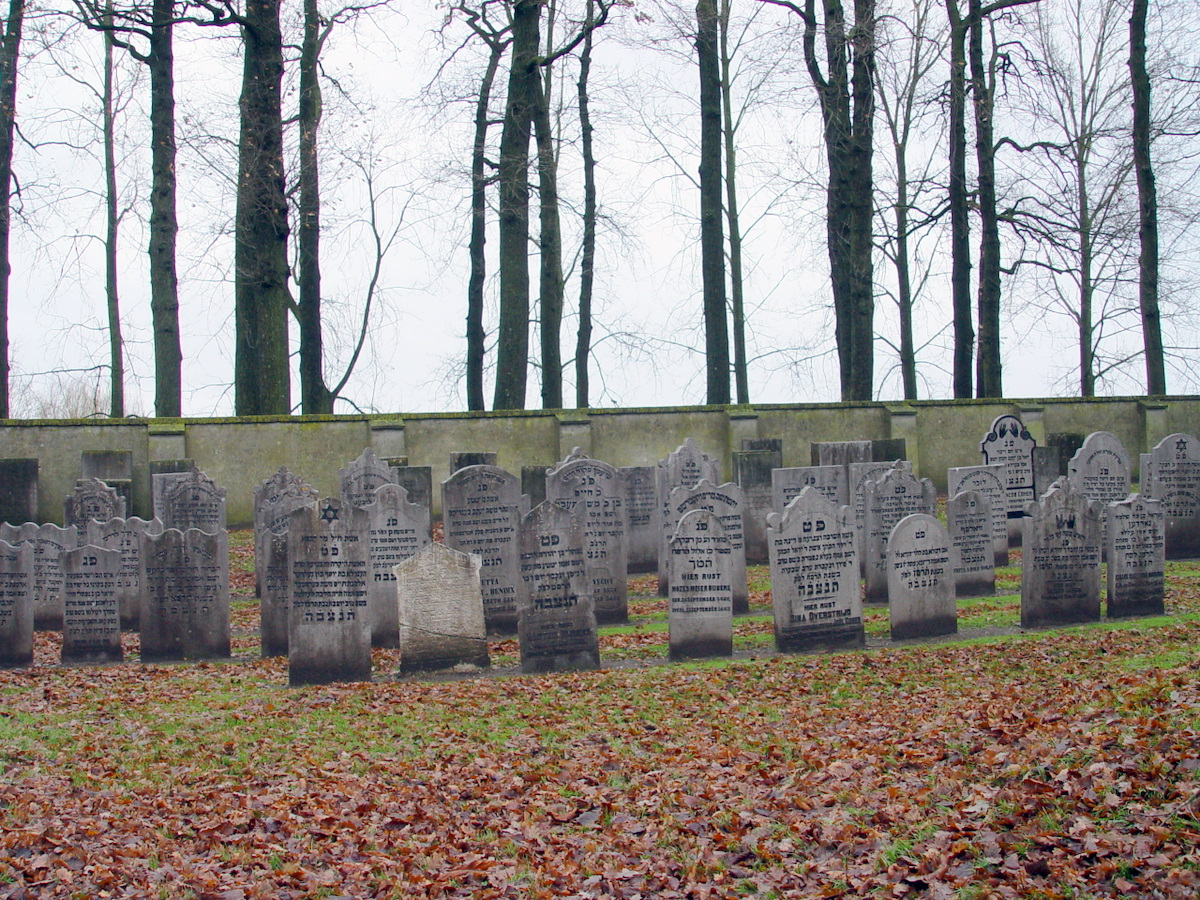
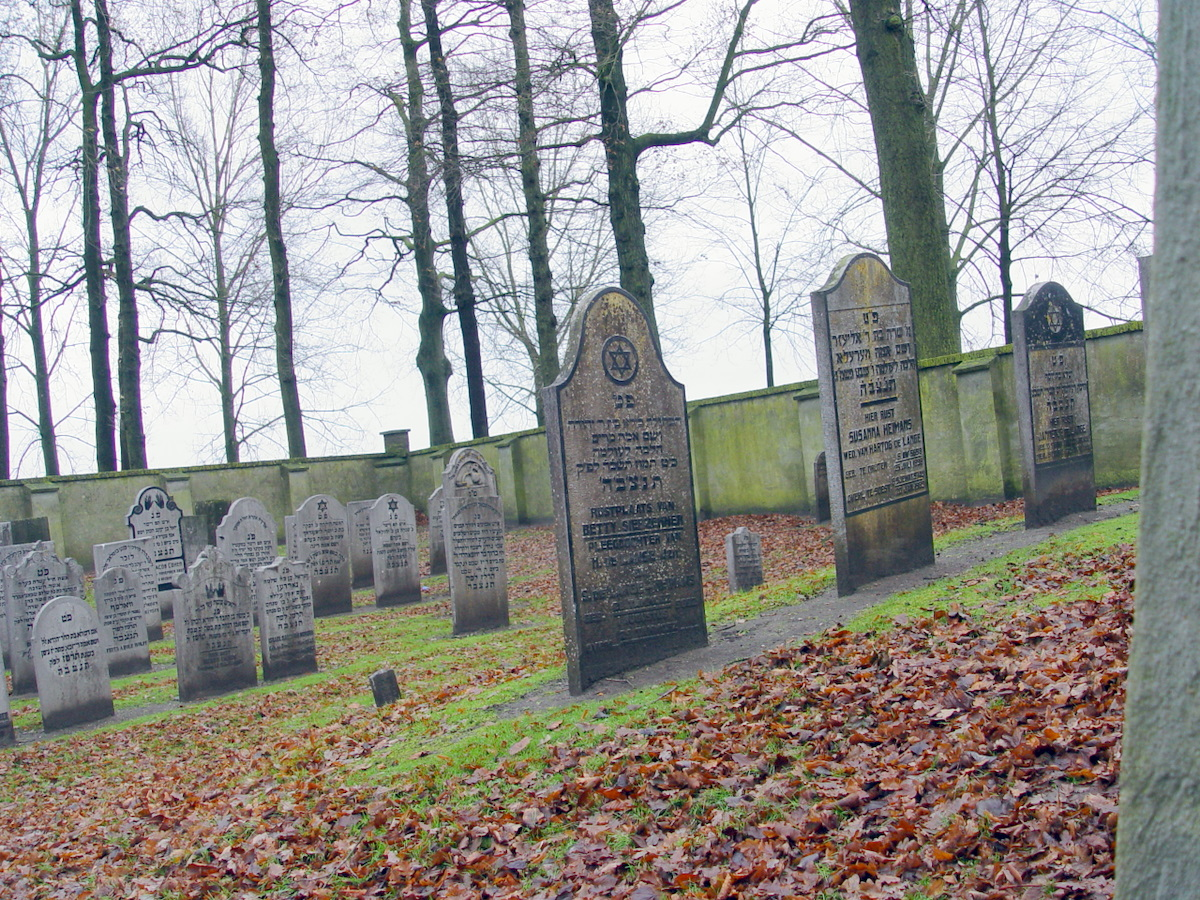
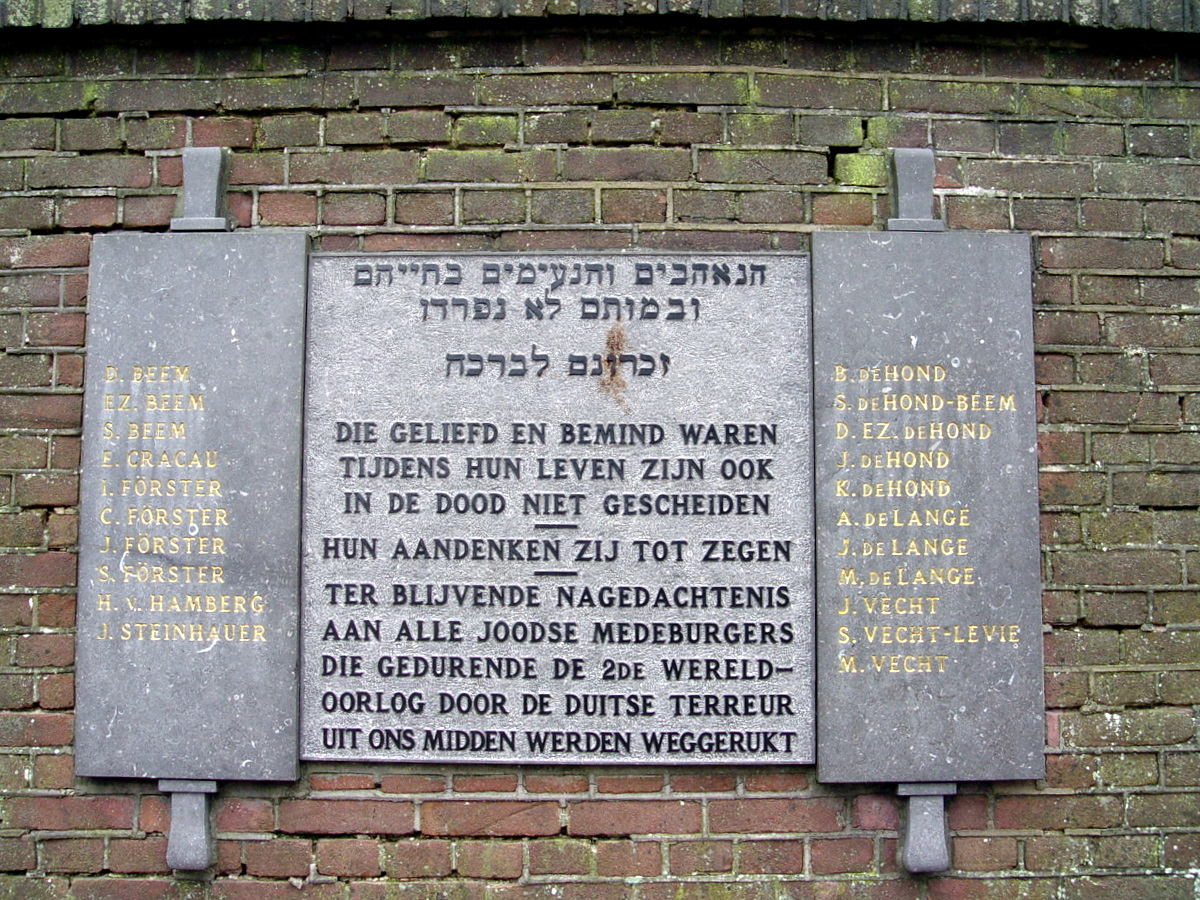
Plaquette